# 廣電本社前停留場

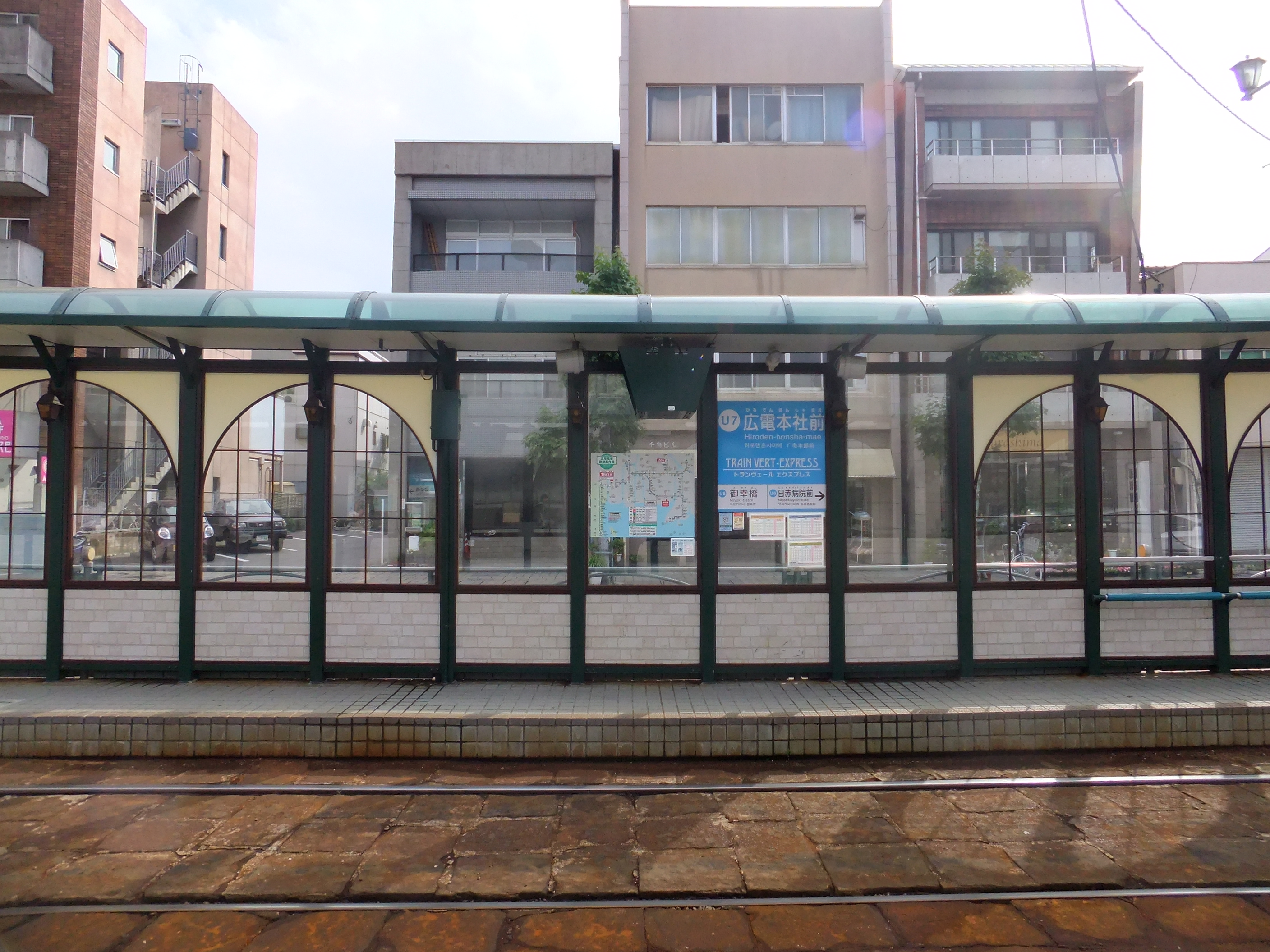
站名牌

廣電本社前停留場（日语：／ Hiroden-honsha-mae teiryūjō */?），又稱廣電本社前電車站，是位於廣島縣廣島市中區千田町三丁目，廣島電鐵宇品線的電車站。車站編號為U7。廣島電鐵總部位於此電車站東邊。
在乘客資訊上會簡稱此電車站為「廣電前」。

## 歷史
在1912年（大正元年），宇品線紙屋町至御幸橋之間開通，此電車站啟用。由於電車站當時鄰近廣島電氣軌道（現時為廣島電鐵）的發電站，因此電車站啟用時名為發電所前停留場（日语：／）。隨後於1917年（大正6年），廣島電氣軌道與廣島瓦斯合併成為廣島瓦斯電軌。於千田町內設有廣島瓦斯電軌的瓦斯電軌運輸部。在1927年（昭和2年），電車站名稱改為電鐵前停留場（日语：／）。後來，千田町發電廠成為了後備發電廠，這是由於電車的電力來源轉為由廣島電氣提供，後來隨著發電廠老化，於1934年（昭和9年）停止運作，翌年10月廢止並改變為千田町變電站。
在太平洋戰爭下的1942年（昭和17年），廣島瓦斯電軌的運輸部門獨立出來，廣島電鐵成立。同時廣島電鐵總部也設於此地。在3年後的1945年（昭和20年）8月6日，廣島市被投下原子彈，使宇品線不線不能通行。廣島電鐵總部受到損害，總部功能遷移至郊外的樂樂園遊園地，而千田町變電站在8月中重新運作，此電車站至向宇品之間同時重開。在翌月，此電車站往紙屋町方向的路線重開。在1年後，總部的功能遷回千田町。
在1958年（昭和33年），廣島電鐵的簡稱由「電鐵」改為「廣電」，因此電車站改名為廣電本社前停留場。在2012年（平成24年），為了迎接廣島電鐵前身——廣島電氣鐵道成立和市內電車啟用100周年紀念。於電車站上蓋改裝為歐洲風格。
在2018年3月，電車站進行翻新，包括擴寬月台，同設加設候車室。
- 1912年（大正元年）11月23日 - 宇品線紙屋町至御幸橋之間開通，此電車站啟用。當時電車站名為發電所前停留場[4]。
- 1927年（昭和2年）起 - 電車站改名為電鐵前停留場[4]。
- 1945年（昭和20年）
  - 8月6日 - 廣島市被投下原子彈，使宇品線全線不能通行[4]。
  - 8月18日 - 此電車站至向宇品之間以雙線鐵路重開[4]。
  - 9月12日 - 此電車站至紙屋町之間以單線鐵路重開。於12月中旬以雙線鐵路重開[4]。
- 1958年（昭和33年）3月16日 - 公司簡稱由「電鐵」改為「廣電」，電車站改名為廣電本社前停留場[4]。
- 2003年（平成15年）8月1日 - 此電車站與日赤醫院前停留場被指定為電車轉乘站[9]。
- 2012年（平成24年）7月9日 - 月台上蓋改裝為歐洲風格[7][10]。
- 2018年（平成30年）3月28日 - 月台翻新工程完成。月台寬度擴寬至3米，長度延長至54米，加設候車室。

根據文獻，在1916年前電車站已經名為「電鐵前」。而在1920年至1927年之間，電車站曾經改名為電鐵軌道運輸課前停留場（日语：／）。但是在《広島電鉄開業100年・創立70年史》中，截至1918年（大正7年），電車站名仍然是「發電所前」。

## 電車站構造
電車站是建造在共用行車道上。電車站設有2面2線的相對式低地台月台，路線向南北兩邊延伸從路線起點觀看此電車站，左邊是廣島港方向的下行月台，右邊是紙屋町和本線方向的上行月台。月台可容納3卡、5卡掛接電車。
電車站靠近御幸橋停留場一方設有單向渡線，靠近日赤醫院前停留場一方設有前往千田車廠的路軌。靠近御幸橋停留場一方的渡線是用作讓以此電車站為終站的電車折返之用，即是7號線系統的電車會使用該渡線折返。當初折返作業需要職員協助，在2006年起，折返設備加設自動信號，使不需要額外的職員協助。
在2012年為了紀念電車啟用100周年，電車站上蓋改裝為歐洲風格，同時加入愛稱「特蘭維爾特快」，在2018年翻新月台後取消該愛稱。

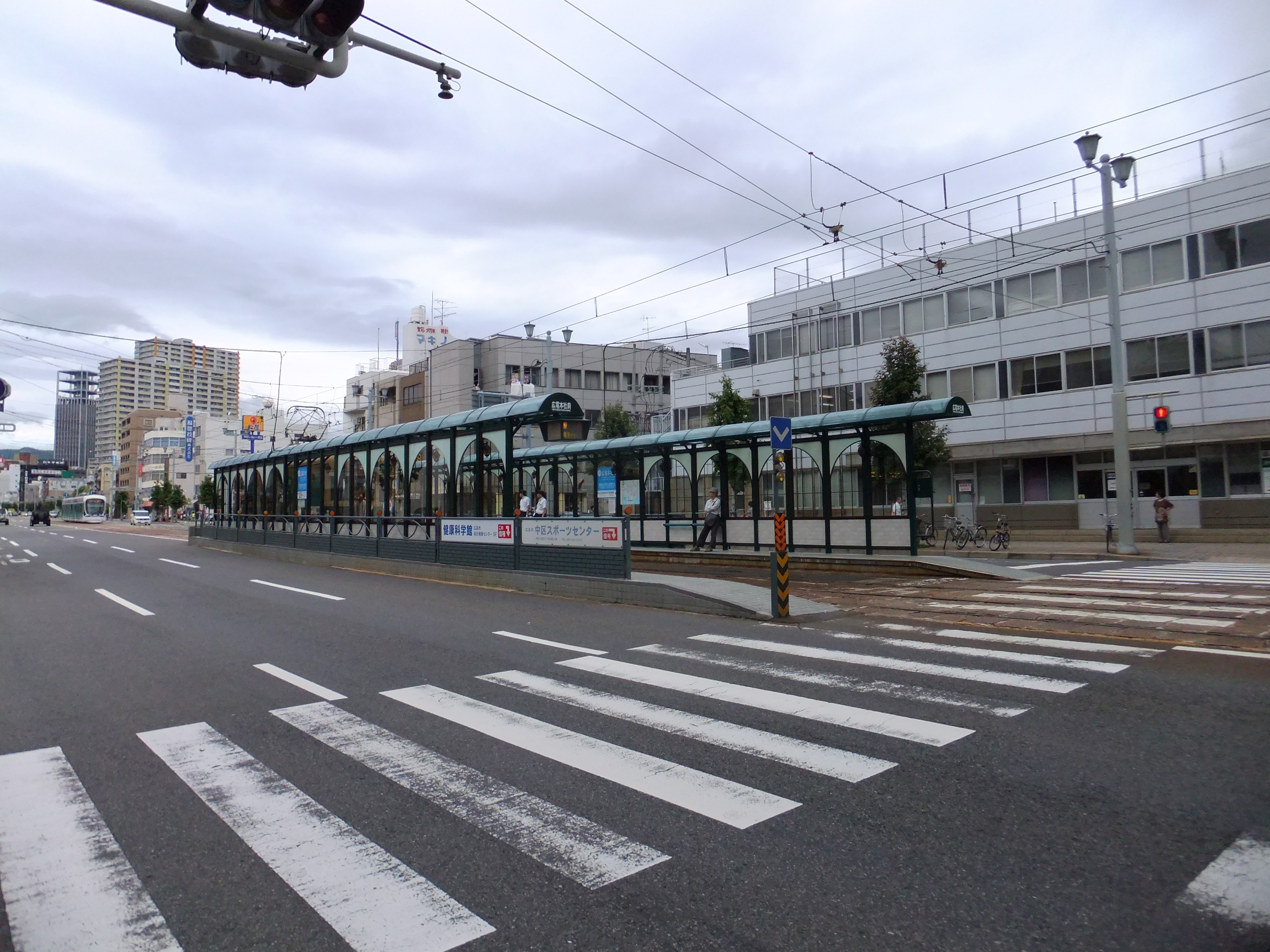
2012年的電車站全景
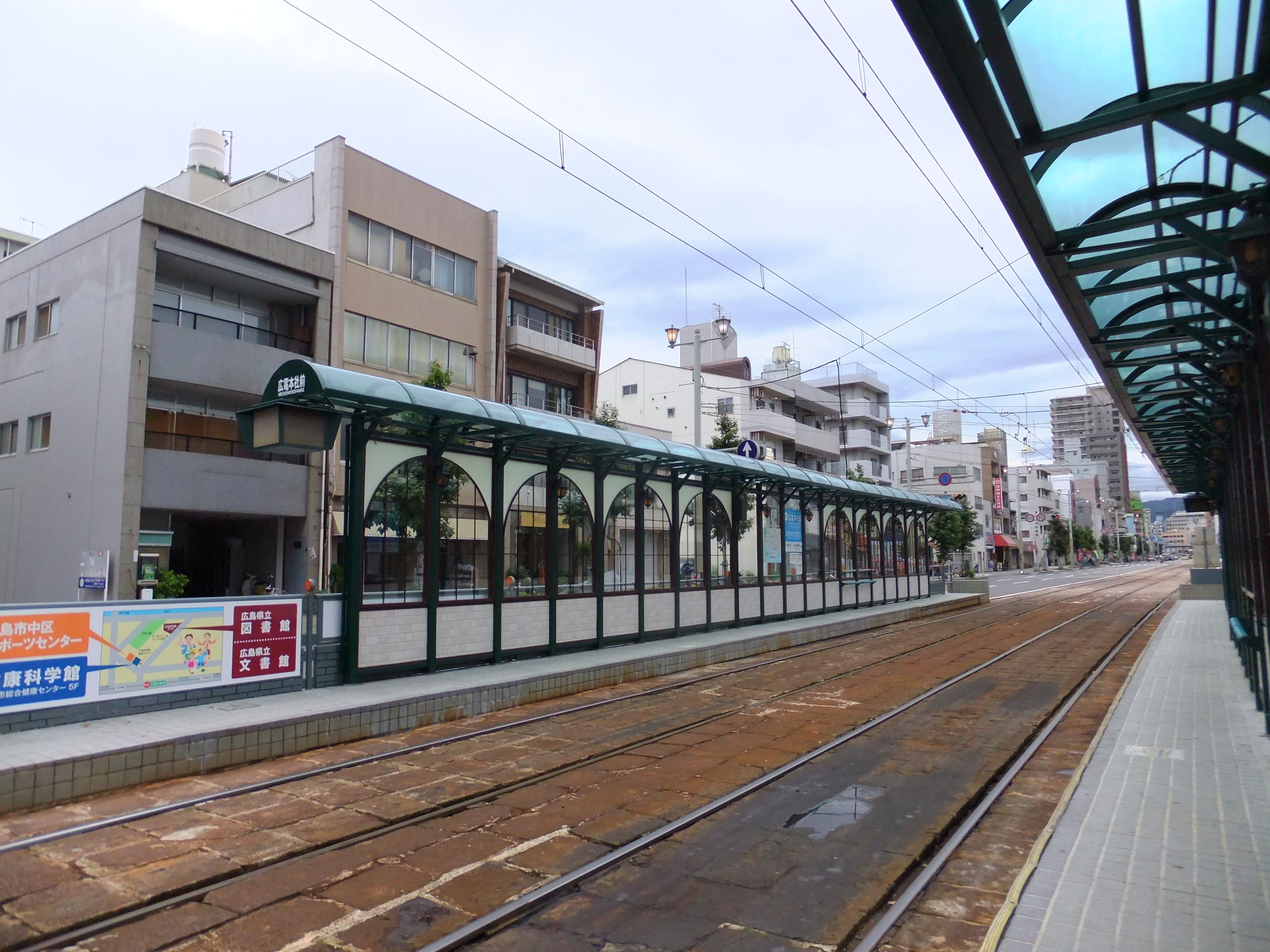
2012年的紙屋町方向月台
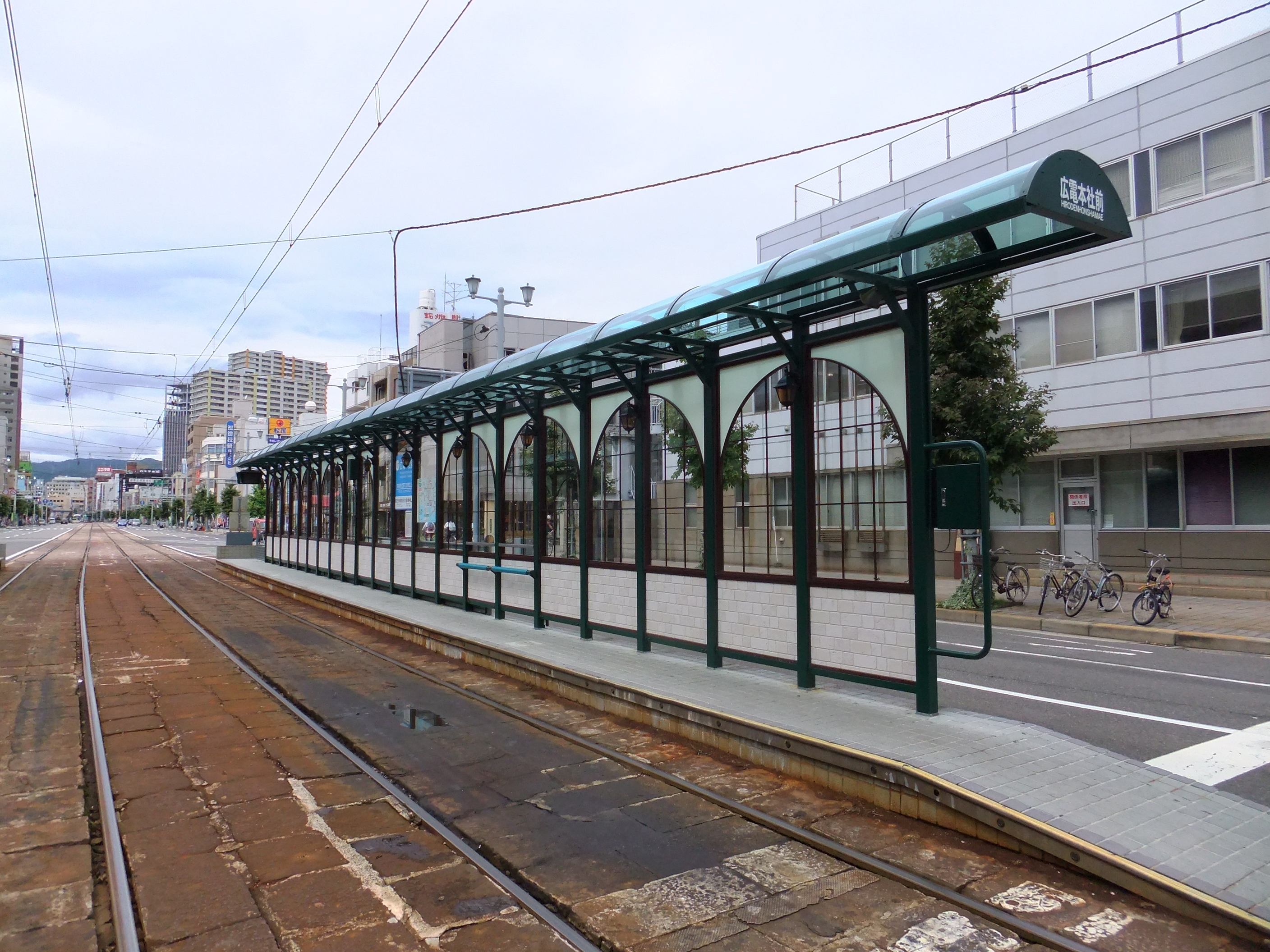
2012年的廣島港方向月台

### 運行系統
此電車站是宇品線電車站之一。0、1、3、7系統會駛入此站。在2003年（平成15年），此電車站成為了指定的電車轉乘站。乘坐下行電車的乘客可在此電車站轉乘另一個方向的電車，即是以此為終點站的電車（7、0系統）可在此電車站轉乘前往廣島港方向的電車（1、3系統）。
曾經，從紙屋町方向前往千田車廠（回廠班次）的1、3號線系統電車會會在進入千田車廠入口前的內側讓乘客下車。在2001年11月起，這些班次會在日赤醫院前讓所有乘客下車。
| 下行月台   | 1號線 · 3號線 | 前往廣島港             |
| 下行月台   | 3號線         | 前往宇品二丁目         |
| 下行月台   | 0號線 · 7號線 | 以此為終點站，下車專用 |
| 上りホーム | 0號線         | 以此為終點站，下車專用 |
| 上りホーム | 1號線         | 前往廣島站             |
| 上りホーム | 3號線         | 前往廣電西廣島         |
| 上りホーム | 7號線         | 前往橫川站             |

## 電車站周邊

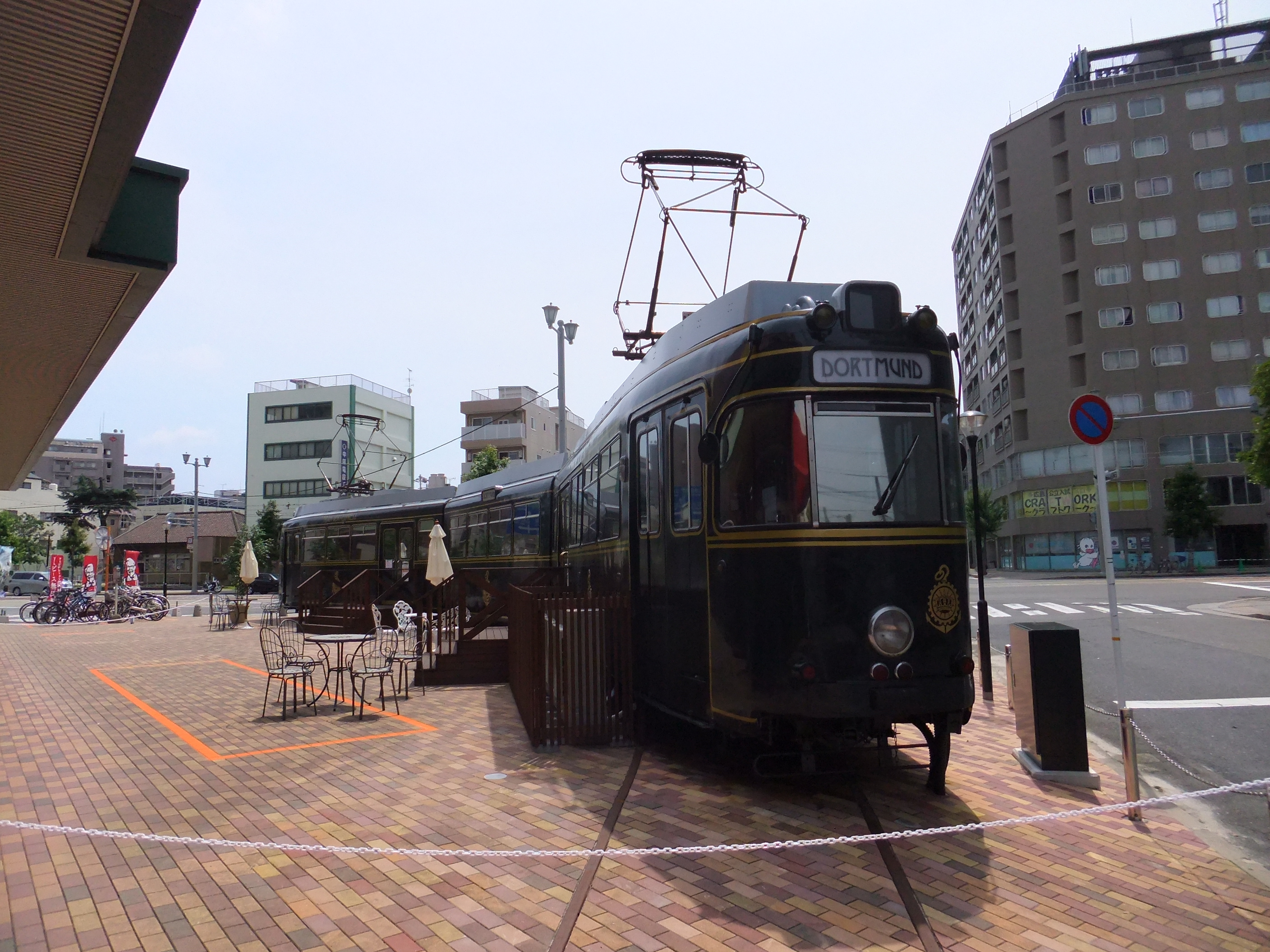
於總部前的餐廳「特蘭維爾特快」

電車站附近設有中層住宅區和小型商店。從電車站向西邊步行一段距離可到達京橋川，向東邊步行一段距離可到達元安川。電車站西南方設有廣島縣情報廣場，在廣場內設有廣島縣立圖書館和廣島縣文書館，另外也設有健康科學館等文化設設。
在電車站東邊鄰接廣島電鐵總部和千田車廠。在總部大廈前設有Madam Joy千田店（現時：MaxValu千田店），該處為了紀念電車啟用100周年，設置了廣島電鐵70形電車，同時改裝為一間餐廳「特蘭維爾特快」。該餐廳後來在100周年紀念活動在2013年3月完結後結業。隨後，70形電車遷移至THE OUTLETS HIROSHIMA。
- 廣電巴士（日语：広電バス）12號線　廣電Bowl前巴士站
- 廣島巴士（日语：広島バス）21-1號線、50号線　廣電總部前巴士站
- 千田公園（日语：千田公園）
- 中區體育中心
- 廣島市立千田小學（日语：広島市立千田小学校）

## 相鄰電車站
廣島電鐵
■宇品線
日赤醫院前（U6）－廣電本社前（U7）－御幸橋（U8）

## 注腳
1. 1 2 3 4 5 6  川島令三. . 【図説】 日本の鉄道. 第7巻 広島エリア. 講談社. 2012: 11・80頁. ISBN 978-4-06-295157-9 （日语）.
2. 1 2 3  川島令三.  中国篇 2. 草思社. 2009: 103・109頁. ISBN 978-4-7942-1711-0 （日语）.
3. 1 2 3 4 5 6 7  《広電が走る街 今昔》77-79頁
4. 1 2 3 4 5 6 7 8 9  《広電が走る街 今昔》150-157頁
5. 1 2  今尾惠介（監修）. . 11 中国四国. 新潮社. 2009: 37. ISBN 978-4-10-790029-6 （日语）.
6. ↑  《広島電鉄開業100年・創立70年史》44頁
7. 1 2 3 4   (PDF) (新闻稿). 広島電鉄. 2012-05-31  [2016-09-15]. （原始内容 (PDF)存档于2016-06-16） （日语）.
8. 1 2  《広島電鉄開業100年・創立70年史》333頁
9. 1 2   (新闻稿). 広島電鉄. 2003-07-31  [2016-09-15]. （原始内容存档于2015-07-10） （日语）.
10. ↑  . 広島電鉄.   [2016-10-09]. （原始内容存档于2020-11-30） （日语）.
11. ↑  《広島電鉄開業100年・創立70年史》49頁
12. ↑   (PDF) (新闻稿). 広島電鉄. 2005-08-22  [2016-09-15]. （原始内容 (PDF)存档于2015-10-16）. 在第4頁的設備投資計劃中，記載了廣電本社前停留場自動折返裝置。
13. ↑  . 広島電鉄.   [2016-09-15]. （原始内容存档于2019-06-05） （日语）.
14. ↑   (新闻稿). 広島電鉄.   [2016-09-15]. （原始内容存档于2001-12-20） （日语）.
15. ↑  名取紀之. . 編集長敬白. 鉄道ホビダス. 2013-03-26  [2016-09-15]. （原始内容存档于2017-08-08） （日语）.
16. ↑   (新闻稿). 広島電鉄. 2013-04-01  [2017-08-08]. （原始内容存档于2015年4月30日） （日语）.

## 外部連結
- 廣電本社前 | 電車情報：電停指南 （页面存档备份，存于）（日語） - 廣島電鐵